# 伊藤愛子
伊藤 愛子（いとう あいこ）は、日本の歌手。みずがめ座。A型。日本コロムビア所属。北海道出身。現在は主に神奈川県で活動。コンサート等に多く出演。合わせて歌の教室を持っており、生徒達に歌の指導を行なっている。
涙の止り木/愛ひとすじ  でデビュー。
「抱き締めてマンボ」
「岬の女」
「ミッドナイト空港」
「赤い蝶のルンバ」
「もう一度逢いたい」
「愛の十字架」
「砂の家」
「いいね・お酒」
「帰郷」
「偽りの微笑」
などの楽曲をCD発売している。